# Estación Frutillar
Frutillar es una estación de ferrocarril del sur de Chile ubicada en la comuna de Frutillar, Región de Los Lagos. Pertenece a la Línea Troncal Sur. 

## Historia
La estación se inauguró en 1907 junto con la llegada del ferrocarril a la zona. Se emplazó a tres kilómetros del lago Llanquihue en el sector hoy conocido como «Frutillar Alto», el cual se desarrolló gracias a la llegada del tren.[cita requerida]
En el año 2005 el recinto fue remodelado para la puesta en marcha del servicio Regional Victoria-Puerto Montt, entre Temuco y Puerto Montt, que se inauguró el 6 de diciembre de ese año. El 27 de marzo de 2006, se extendió el servicio a Victoria.
En 2007 la estación dejó de recibir pasajeros debido a la suspensión del servicio, por lo que la el municipio reutilizó el edificio. Al 2019, es la oficina de la Dirección de Desarrollo Comunitario de la Municipalidad de Frutillar.